# Festes de la Magdalena

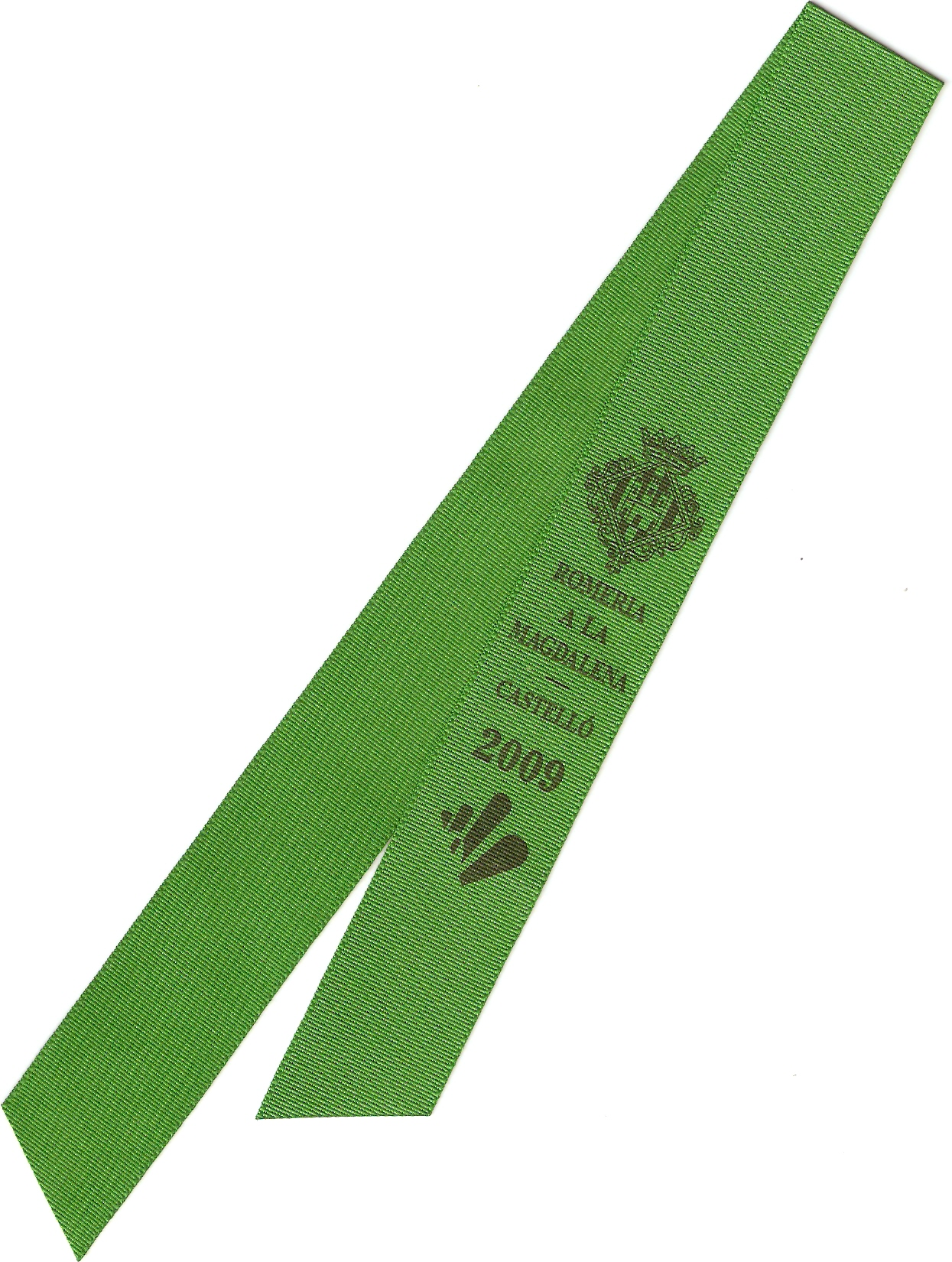
Cinta típica utilitzada com a símbol de les Festes

Les Festes de la Magdalena són les festes majors de Castelló de la Plana. Es commemoren els orígens de la ciutat, en record històric del trasllat de la ciutat de la muntanya al pla fèrtil. Molt més tard ha tingut influència de les falles i es planten gaiates a la ciutat.
Se celebren el tercer dissabte de quaresma, en l'actualitat diumenge, i se celebra un pregó, una desfilada de penitents, una desfilada de gaiates, però l'acte central és la romeria de les canyes. En aquesta romeria pugen a l'Ermitori de la Magdalena, acte simbòlic on els castellonencs es reafirmen com a poble. Tenen una duració de nou dies.
L'any 2010 van ser declarades festes d'interès turístic internacional.

## Actes destacats

### Dissabte: De la festa, la vespra

#### Anunci oficial de les festes
Comença a les 12:00, amb el llançament de tantes carcasses commemoratives com anys complisquen les festes a partir de la seua nova etapa, i una mascletà llançada per la pirotècnia guanyadora del concurs de mascletaes de l'any anterior. Se situa en la Plaça del Primer Molí, i té una durada de 15-20 minuts.

#### Cavalcada del Pregó
L'inici de les festes té lloc amb la popular Cavalcada del Pregó, creada als anys 1940.
- Mitologia de Castelló: repassa la mitologia popular castellonenca de mans de la Colla del Rei Barbut.
- Història de Castelló: repassa les diferents parts de la història creïble de la ciutat: els moros, els cristians, els jueus, i els pirates.
- Pobles de la Província: part de la desfilada en la qual participen la majoria dels pobles de la província.
- Ciutat i Terme de Castelló: part dedicada a repassar el folklore i els costums de la ciutat; la marjaleria, la plana, la muntanya i la ciutat. Una part dins d'aquesta secció correspon a les festes, essent els següents elements a eixir:
- Piques de la ciutat: llargs pals coronats amb clavells rojos i grocs i l'Escut de Castelló de la Plana; acompanyats per una parella de castelloners.
- Dames de les gaiates: trios de dames i damos de les gaiates.
- Estendards de les gaiates.
- Cistella de la Verge: gran cistell de clavells rojos i grocs portada pels presidents de les gaiates que aquests regalen a la Verge en l'ofrena.
- Clarins de la ciutat: quatre músics que toquen la Marxa de la ciutat pujats en cavall, precedixen el pregoner.
- Pregó: l'element més important de la desfilada; el pregoner canta els versos creats per Bernat Artola per a aquest acte. Després de cantar-lo davant de la tribuna d'autoritats es donen per començades les festes.
- Carrossa amb madrines, dames de la ciutat i reina: dues carrosses unides portades per dos bous en el qual munten les madrines de les gaiates, les dames de la ciutat i les reina de les festes.
- Banda de música de Castelló: que dona per finalitzada la desfilada.

En finalitzar el Pregó, Enfarolà del Campanar, un enfarolat que consistix a il·luminar el Fadrí amb elements pirotècnics.

### Diumenge: Magdalena festa plena
Dia gran de les festes de la Magdalena.

#### Romeria de les canyes

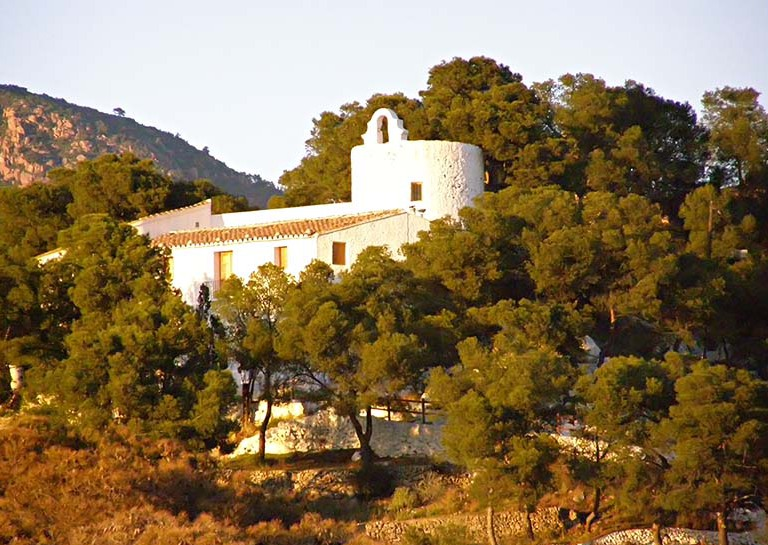
L'ermita de la Magdalena

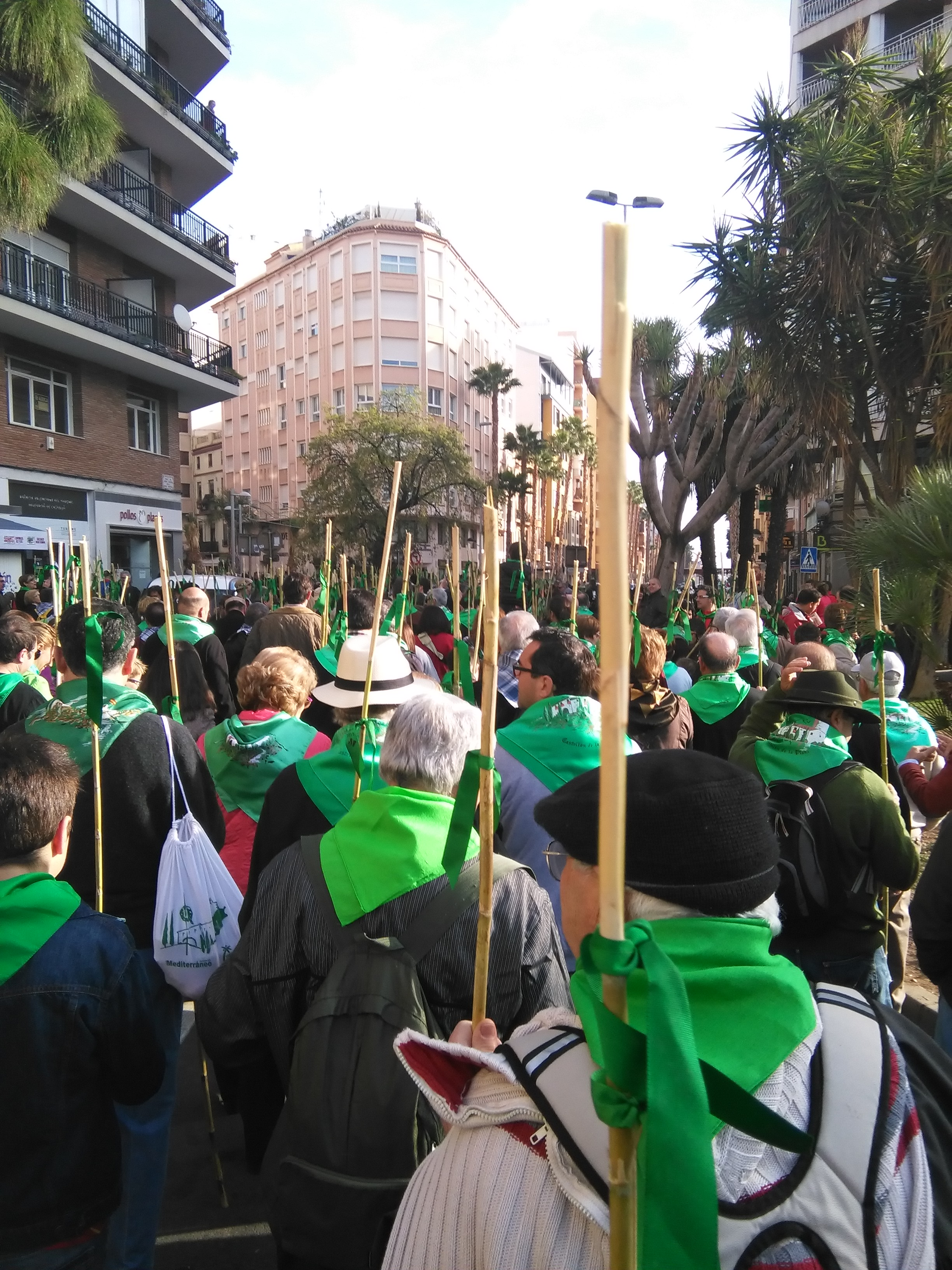
Romeria de les Canyes

A les 08:00h s'inicia la romeria des de la Plaça Major, amb una missa de romeria celebrada a la Cocatedral. Encara que el seu inici oficial és en la Plaça Major, moltes gent comença a la Plaça Maria Agustina, lloc típic de reunió, i per on passa la comitiva principal des de la plaça Major. Des d'aquest punt, la romeria recorre diversos carrers de la part nord de la ciutat i ix, a través dels camins rurals, cap a l'ermita de la Magdalena.
A mitjan camí, una de les parades quasi obligatòria (com marca la tradició) és Sant Roc de Canet, on s'esmorza i es resa una oració. Després d'una llarga caminada, arribada a l'ermita de la Magdalena, una mascletà i la missa solemne a l'ermita, i la degustació d'una monumental paella.

#### La tornà de la Romeria
L'anomenada tornà de la romeria, es va perdre durant diversos anys, però va ser recuperada recentment. Comença a la 15:45 a la Magdalena i para a totes les ermites i edificis religiosos que es troben en el seu camí. És especialment emotiva l'arribada a la Basílica de la Verge del Lledó, on es resen diverses oracions i es canta la salve a la Verge, allí, es tornen a trobar les autoritats que pujaven a la Magdalena, amb els romers que baixen d'ella. La seua arribada a la ciutat es produïx a les 19:00, precedits pels carros que acudixen a la romeria, després petites gaiates tradicionals, els cavallers i les autoritats, que desfilen fins a la Plaça Major. A continuació, té lloc la Processó de Penitents.

### Dilluns
Dia de festa local.

#### Desfilada de carros engalanats i Pregó infantil
Mitjançant la participació de xiquets, rememora antigues escenes castellonenques, i una mostra d'animació infantil.

#### Encesa de les gaiates
S'encenen totes les gaiates alhora perquè el públic puga admirar-les de prop.
Tradicionalment es realitza en el Parc Ribalta. Encara que actualment es sol celebrar a l'avinguda del Rei En Jaume I

### Durant tota la setmana
- Mascletà, a les 14:00 a la Plaça del Primer Molí.
- Castells de focs, comencen entorn de les 23:00, des de la zona del Pau Gumbau, al nord-est de la ciutat.
- La Nit Màgica' (la nit màgica): espectacle de correfocs realitzat per la companyia Xarxa Teatre. El dimarts a partir de les 23:00h.
- Fira infantil: la millor diversió per als més petits. Situada en el recinte de fires i mercats.
- La fira alternativa: fira alternativa a partir del dijous en els jardins de l'Auditori.
- Casal del vi: situat en l'avinguda Blasco Ibáñez, part nord-est de la ciutat.
- Casal de la tapa i la cervesa: en la plaça d'Espanya, amb horari de 12:00 a 16:30 i de 19:00 a 0:00
- Concerts de música: en el recinte de concerts, al costat de l'Avinguda del Mar i Ronda Est, gran actuació de cantants d'àmbit nacional. De dilluns a dissabte, entorn de la mitjanit.

Ofrena de flors a la Mare de Déu del Lledó, patrona de la ciutat. Un dels actes més emotius de les festes els homes de la Gaiata 1, realitzen un tapís floral amb les flors portades per la persones que s'acosten a la seua basílica.

### Últim diumenge: Magdalena Vítol!
Final de la festa.

#### Traca final
Traca que recorre els principals carrers del centre de Castelló. Els més atrevits, corren davant d'ella.

#### Magdalena Vítol!
A la Plaça Major, les reines de les festes criden des de la balconada de l'ajuntament: Magdalena i el públic respon des de baix: Vítol!, donant per finalitzades les festes de l'any i començant els previs a les de l'any següent.

## Gaiates

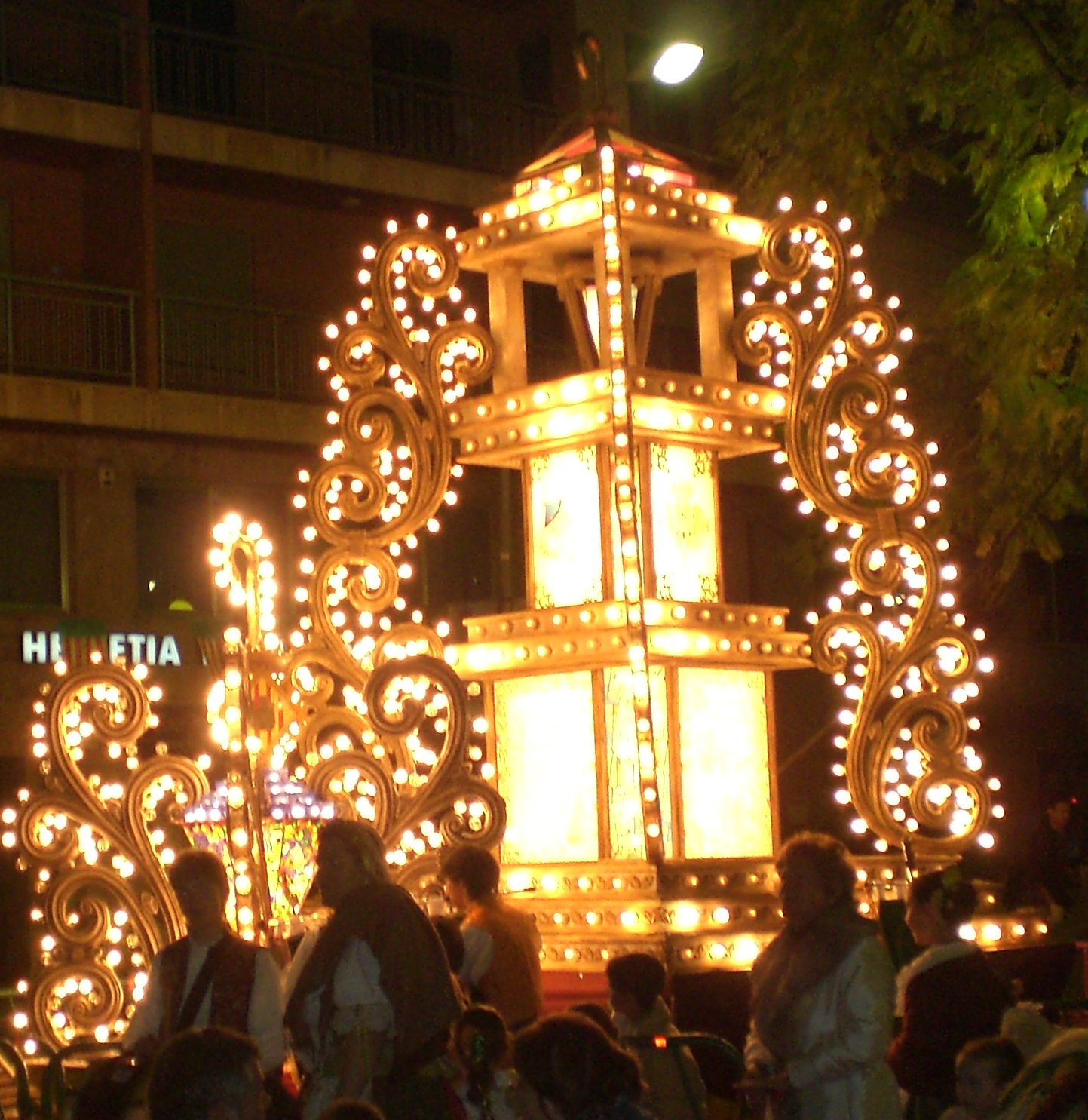
Gaiata

La gaiata és un monument il·luminat d'uns 6 metres d'altura, símbol de les festes. Recorda les canyes, gaiatos i fanals que, segons la tradició, van usar els castellonencs per a temptejar el terreny pantanós durant la baixada nocturna al plànol de la ciutat.
Al mateix temps també es diu gaiata a cadascun dels 19 sectors o barris que es dividix la ciutat de Castelló per a l'organització de la festa. Durant les festes, cada sector exhibix, en una plaça del barri, la seua gaiata.
Les gaiates que formen els 19 sectors de la ciutat són les següents:
- Gaiata 1: Brancal de la Ciutat
- Gaiata 2: Fadrell
- Gaiata 3: Porta del Sol
- Gaiata 4: L'Armelar
- Gaiata 5: Hort dels Corders
- Gaiata 6: Farola - Ravalet
- Gaiata 7: Cor de la ciutat
- Gaiata 8: Portal de l'Om
- Gaiata 9: L'Espartera
- Gaiata 10: El Toll
- Gaiata 11: Forn del Plà
- Gaiata 12: El Grau
- Gaiata 13: Sensal
- Gaiata 14: Castalia
- Gaiata 15: Sequiol
- Gaiata 16: Rafalafena
- Gaiata 17: Tir de Colom
- Gaiata 18: Crèmor
- Gaiata 19: La Cultural